# Stanley Rother
Stanley Francis Rother (* 27. März 1935 in Okarche, Oklahoma; † 28. Juli 1981 in Santiago Atitlán) war ein US-amerikanischer katholischer Priester und Missionar in Guatemala. Er wurde von einem Mordkommando hingerichtet, das aus rechtsextremen Terroristen und guatemaltekischen Militärs bestanden haben soll. Die römisch-katholische Kirche verehrt ihn als Seligen.

## Jugend und Ausbildung
Rother wurde am 27. März 1936 als Sohn von Franz und Gertrude Rother auf deren Farm nahe Okarche in Oklahoma geboren. Dort entwickelte er sich zu einem starken jungen Mann und erfolgreichen Landwirt. Er beschloss jedoch nach seinem Schulabschluss an der High School, Priester zu werden. Als Vorbereitung darauf wurde er an das Assumption Seminary in San Antonio, Texas, entsandt. Dort waren seine auf der elterlichen Farm erworbenen Fähigkeiten so gefragt, dass seine Studien unter seinen vielen Verpflichtungen litten. Nach fast sechs Jahren wurde ihm daher nahegelegt, das Seminar zu verlassen.
Auf Anraten seines Bischofs Victor Reed besuchte Rother daraufhin das Seminar Mount St. Mary’s in Emmitsburg, Maryland, und schloss seine Ausbildung dort 1963 ab. Er wurde von Reed am 25. Mai desselben Jahres zum Priester des Bistums Oklahoma City-Tulsa geweiht (heute die Erzdiözese Oklahoma City) und wirkte in verschiedenen Kirchengemeinden um Oklahoma als Hilfsgeistlicher. Auf eigenen Wunsch wurde er 1968 an die Mission der Erzdiözese der Tz'utujil nach Santiago Atitlán in den ländlichen Hochebenen im südwestlichen Guatemala berufen.

## Missionsarbeit in Guatemala
Rother fing an Spanisch und Tzutuhil zu lernen, um eine bessere Verbindung zu seiner Gemeinde zu schaffen. Tzutuhil ist eine schriftlose Eingeborenensprache, die bereits von einem früheren Missionar, Ramón Carlín, beschrieben worden war. Rother lebte zeitweise bei einer Eingeborenenfamilie, um ein besseres Sprachverständnis zu erlangen. Außerdem gab er den Einwohnern Religionsunterricht und brachte ihnen Lesen und Schreiben bei. Er unterstützte die Radiostation auf dem Missionsgelände, zu deren Sendeprogramm tägliche Lektionen in Sprachen und Mathematik gehörten. Während der 13 Jahre seines Wirkens in Santiago Atitlán Zeit übersetzte er, zusätzlich zu seinen pastoralen Pflichten, das Neue Testament in die Tzutuhil-Sprache, wie auch den Messritus.
Für die Gemeinde gründete Rother in Panabaj ein kleines Krankenhaus. Dieses Hospitalito und das Viertel Panabaj wurden als Folge des Hurrikans Stan im Oktober 2005 von Schlammlawinen begraben. Das Krankenhaus war daraufhin in einem provisorischen Gebäude untergebracht, die Bauarbeiten für eine dauerhafte Einrichtung begannen am 10. November 2008. Das Hospitalito wurde mit der Einweihung des ersten Stockwerks am 19. November 2010 wieder eröffnet. Es spielt heute eine entscheidende Rolle in der Gesundheitsversorgung der Gemeinde.
In seinem letzten Lebensjahr musste Rother miterleben, wie die Radiostation zerstört und ihr Leiter getötet wurde. Einige seiner Katechisten und Gemeindemitglieder verschwanden und wurden später gefoltert, geschlagen und ermordet aufgefunden. Rother wusste von diesen Vorkommnissen, als er im Mai 1981 nach Guatemala zurückkehrte.

## Todesdrohungen und Ermordung
Anfang des Jahres 1981 erhielt Rother Nachricht davon, dass sein Name auf einer Todesliste stünde und dass es für ihn besser wäre, Guatemala zu verlassen. Im Januar 1981 kehrte er nach Oklahoma zurück, erbat sich aber die Erlaubnis nach Guatemala zurückzukehren. Rother kehrte im April nach Santiago Atitlán zurück. Am Morgen des 28. Juli brachen mehrere bewaffnete Männer in das Pfarrhaus seiner Kirche ein und schossen ihm nach einem kurzen Gerangel zweimal in den Kopf. Die Mörder zwangen einen Gärtner, sie in das Schlafzimmer des „rotbärtigen Missionars aus Oklahoma“ zu führen. Er war einer von 10 Priestern, die in diesem Jahr in Guatemala ermordet wurden.

## Begräbnis und Verehrung

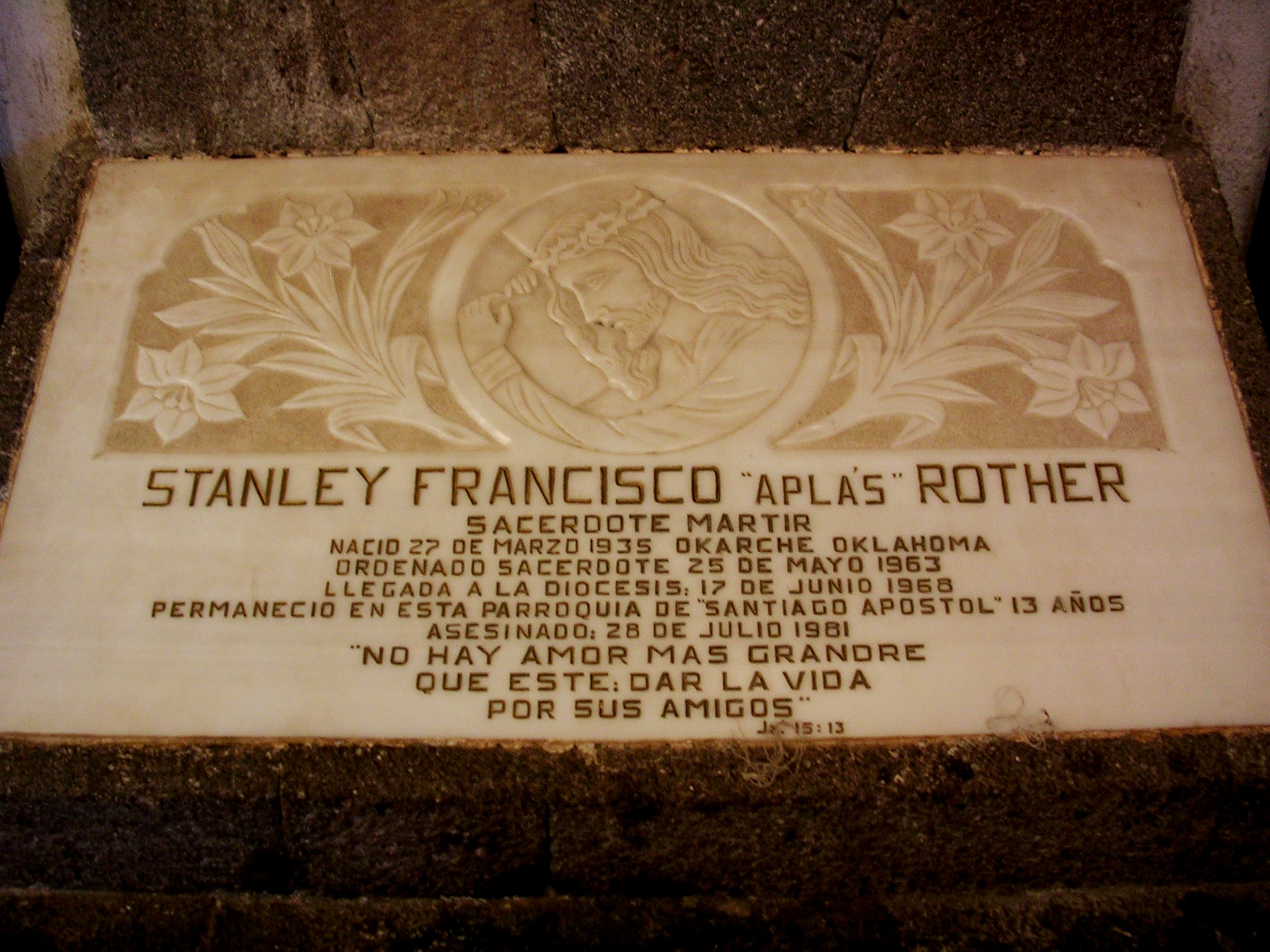
Gedenkstein für Stanley Rother in Santiago Atitlán mit dem Schriftwort

Rothers Leichnam wurde mit dem Flugzeug nach Oklahoma City zurückgeführt und in seiner Heimatstadt Okarche beigesetzt. Auf die Bitte von ehemaligen Tzutuhil-Gemeindemitgliedern wurde sein Herz entfernt und unter dem Altar seiner ehemaligen Kirche beigesetzt.
Seit Rothers Tod erkennen ihn die Katholiken von Oklahoma und Guatemala unter Führung des Erzbischofs von Oklahoma City Eusebius J. Beltran als Märtyrer für den katholischen Glauben an. Sein Fall wurde in Rom angenommen und so wurde ihm der Titel Ehrwürdiger Diener Gottes zuteil.

## Seligsprechung
Die Kongregation für die Selig- und Heiligsprechungsprozesse erkannte Stanley Rother am 23. Juni 2015 offiziell als Märtyrer an – ein wesentlicher Schritt auf dem Weg zur Seligsprechung. Am 2. Dezember 2016 unterschrieb Papst Franziskus das Dekret, das sein Märtyrertum bestätigt. Am 23. September 2017 wurde Stanley Rother während einer hl. Messe im Cox Convention Center in Oklahoma City von Kardinal Angelo Amato SDB seliggesprochen.